# Alyssa Campanella

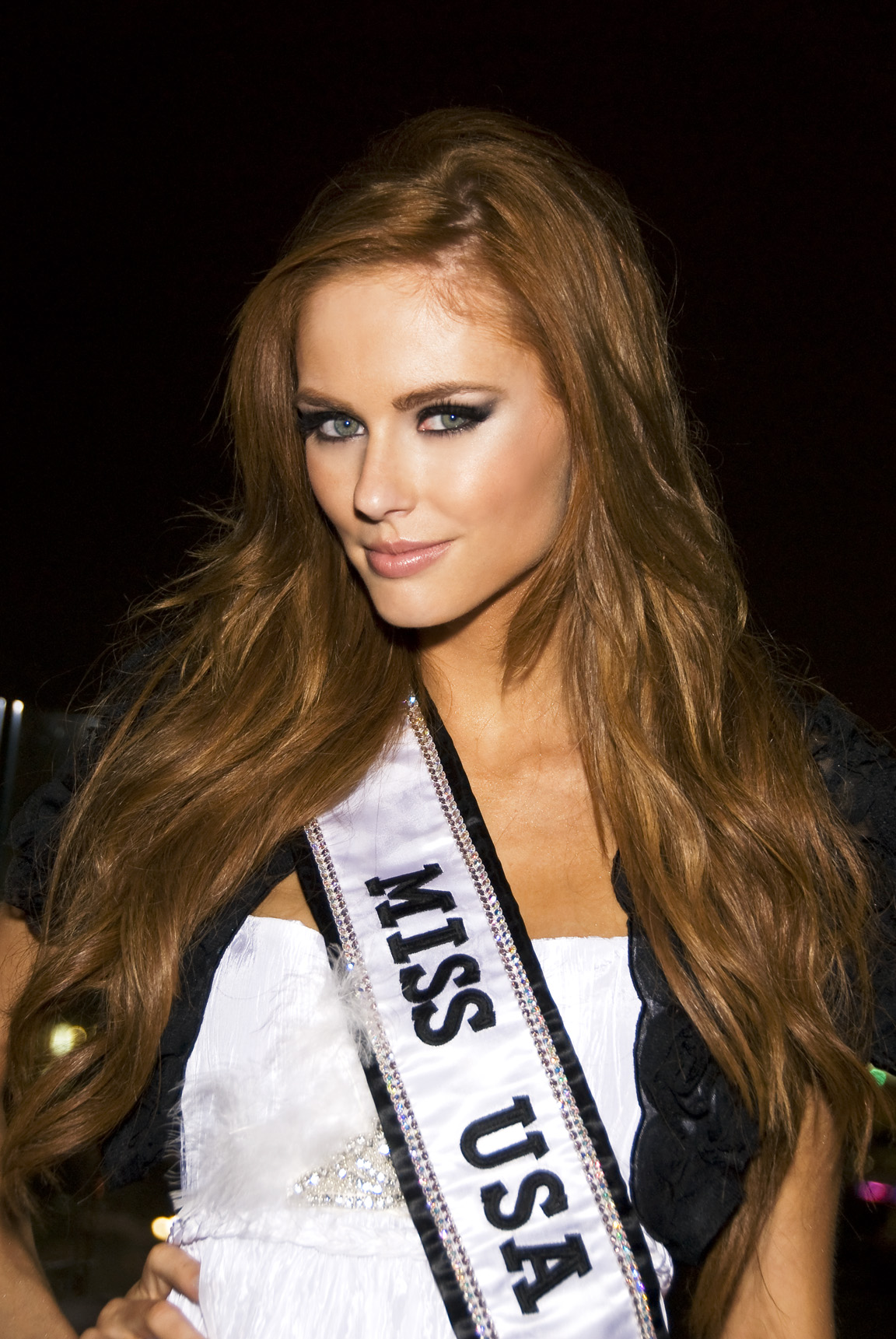
Alyssa Campanella (2011)

Alyssa Campanella (* 21. März 1990 in New Brunswick, New Jersey) ist eine US-amerikanische Schönheitskönigin und Gewinnerin der Miss USA 2011.

## Leben
Im Oktober 2006 wurde Campanella zur Miss New Jersey Teen USA 2007 gekrönt und vertrat ihre Heimatstadt anschließend bei der Miss Teen USA-Wahl im August 2007, wo sie mit 17 Jahren Zweitplatzierte hinter Hilary Cruz aus Colorado wurde.
In den Jahren 2008 und 2009 trat sie zweimal bei der Miss-New-Jersey-USA-Wahl an, wobei sie Platz 2 und die Top 15 erreichte. Als sie jedoch im November 2010 bei der Miss California USA antrat, konnte sie sich durchsetzen und durfte im folgenden Jahr den Bundesstaat Kalifornien bei der Miss-USA-Wahl vertreten.
Als Favoritin auf den Titel wurde sie im Juni 2011 in Las Vegas, Nevada zur Miss USA gekrönt und durfte somit auch bei der Wahl der Miss Universe im September 2011 in São Paulo, Brasilien antreten, wo sie die Top 16 erreichte.
Gemeinsam mit den anderen Miss USA-Siegerinnen Shanna Moakler (1995), Susie Castillo (2003) und Shandi Finnessey (2004) beteiligte sie sich im Juni 2013 an einer Kampagne der Tierrechtsorganisation PETA.
Alyssa Campanella war von 2016 bis 2019 mit dem kanadischen Schauspieler Torrance Coombs verheiratet.